# El Parnaso (Poussin)
El Parnaso, llamado también Apolo y las musas, es un cuadro realizado por el pintor francés del Clasicismo Nicolas Poussin. Mide 145 cm de alto y 197 cm de ancho, y está pintado al óleo sobre lienzo. Data de los años 1630-1631. Actualmente se exhibe en el Museo del Prado de Madrid, España. 
Poussin realizó este cuadro inspirado por El Parnaso de Rafael, famoso mural que pudo ver en la Sala de la Signatura (Stanza della Segnatura). 
Se cree que el cuadro de Poussin procede de la colección Meyers; y en España se le menciona por vez primera en el inventario del palacio de La Granja de San Ildefonso en el año 1746.

## Descripción
Se trata de una escena mitológica. En el monte Parnaso se encuentra el dios Apolo rodeado por las musas, cada una de ellas portando objetos que permiten reconocer a cada una de ellas, y otros tantos poetas. La figura central podría ser Homero, al que la musa Calíope corona de laurel.

## Reproducción calcográfica

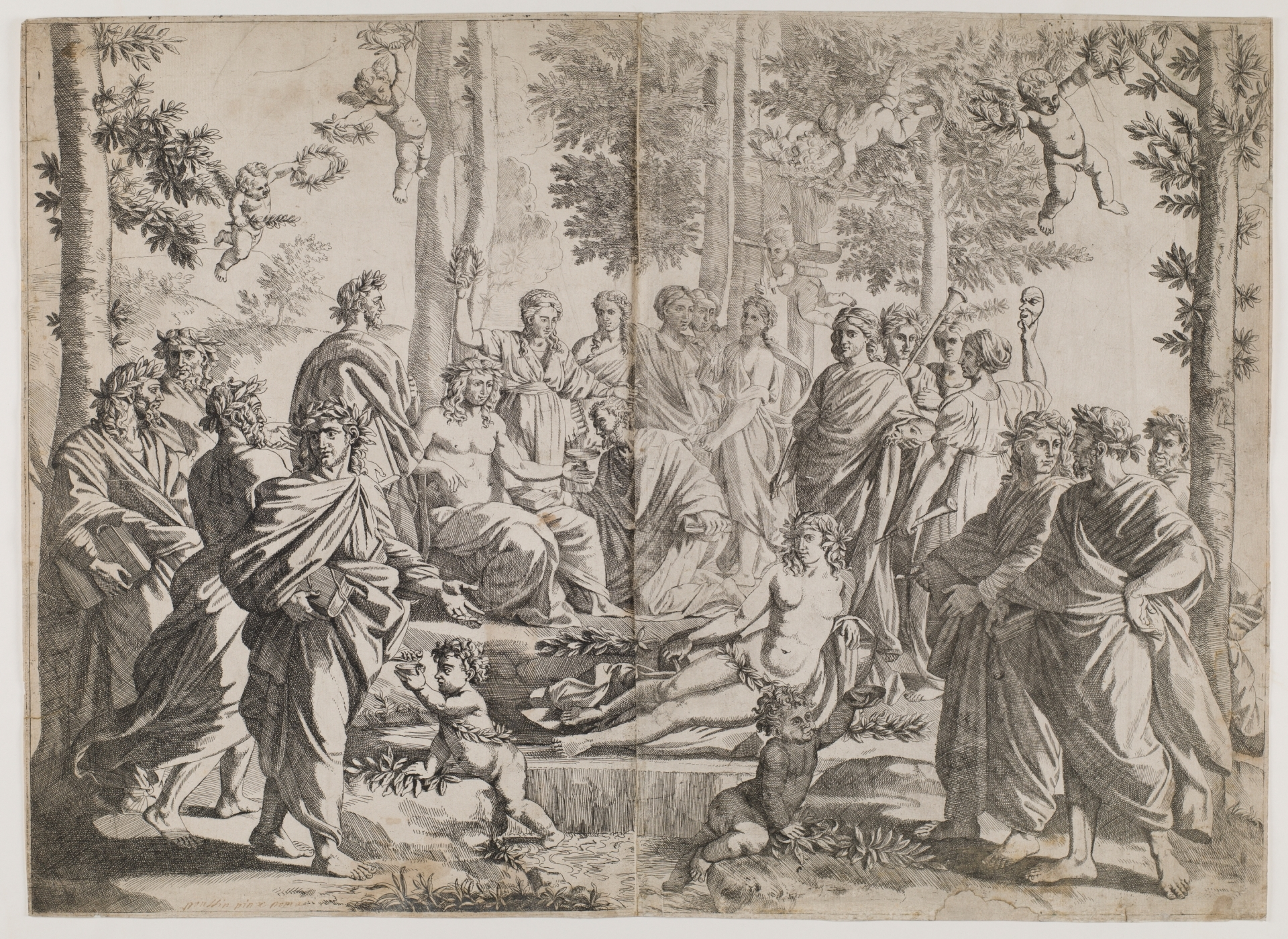
Jean Dughet, por pintura de Poussin: El Parnaso. Aguafuerte, antes de 1667. Primer estado antes de la letra. Gabinete de Dibujos, Estampas y Fotografías del Museo del Prado, donación Pedro Alberdi.

Jean Dughet, cuñado de Poussin, reprodujo el cuadro en un grabado al aguafuerte; no está fechado, pero ha de ser anterior a 1667. Es una estampa inusual por su formato, pues mide 666 milímetros de ancho. Dada la escasez de planchas de cobre de tal tamaño, Dughet tuvo que grabar la imagen en dos planchas, cuyas estampaciones al unirse generan la imagen completa.